# Reserva da biosfera de Tonle Sap

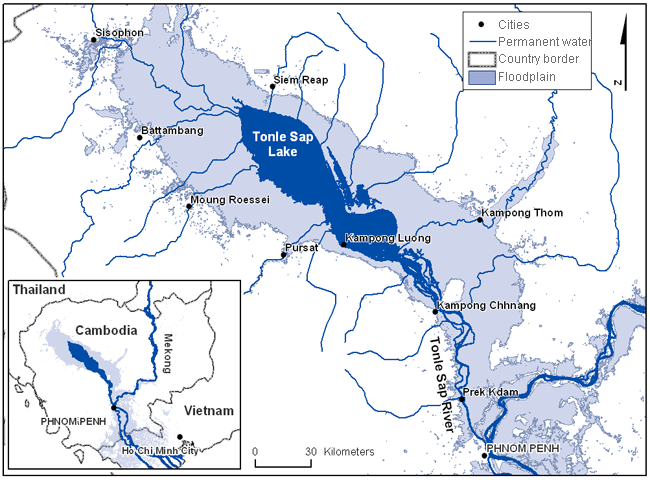
Mapa do lago Tonle Sap e províncias vizinhas.

A Reserva da Biosfera de Tonle Sap é um fenômeno ecológico único em torno do Lago Tonle Sap (também chamado de Grande Lago do Camboja), no Camboja, entre as cidades de Phnom Penh e Siem Reap. Em 1997, transformou-se em uma Reserva da Biosfera da UNESCO.

## Tonle Sap
O lago está ligado ao rio Mekong pelo rio Tonle Sap. De novembro até junho o lago desagua no Mekong. No entanto, a cada ano durante a estação chuvosa (de meados de junho a fim de outubro), o rio Mekong é inundado com as águas de chuva. O delta menor torna-se inundado e não pode fluir para o mar com rapidez suficiente para eliminar todo o excesso de água. Isso faz com que o rio Mekong suba o suficiente para reverter o fluxo do rio Tonle Sap, fazendo-o fluir de volta para dentro do lago. O lago se expande de 2.500 km² para mais de 16.000 km², criando uma zona úmida enorme. Esta zona úmida suporta uma quantidade enorme de biodiversidade, incluindo plantas, répteis, mamíferos, aves e outros animais. Muitos deles são conhecidos por serem espécies raras ou ameaçadas de extinção. Estas zonas úmidas são também uma importante área de reprodução de peixes do lago e do rio Mekong.

## Reserva da Biosfera

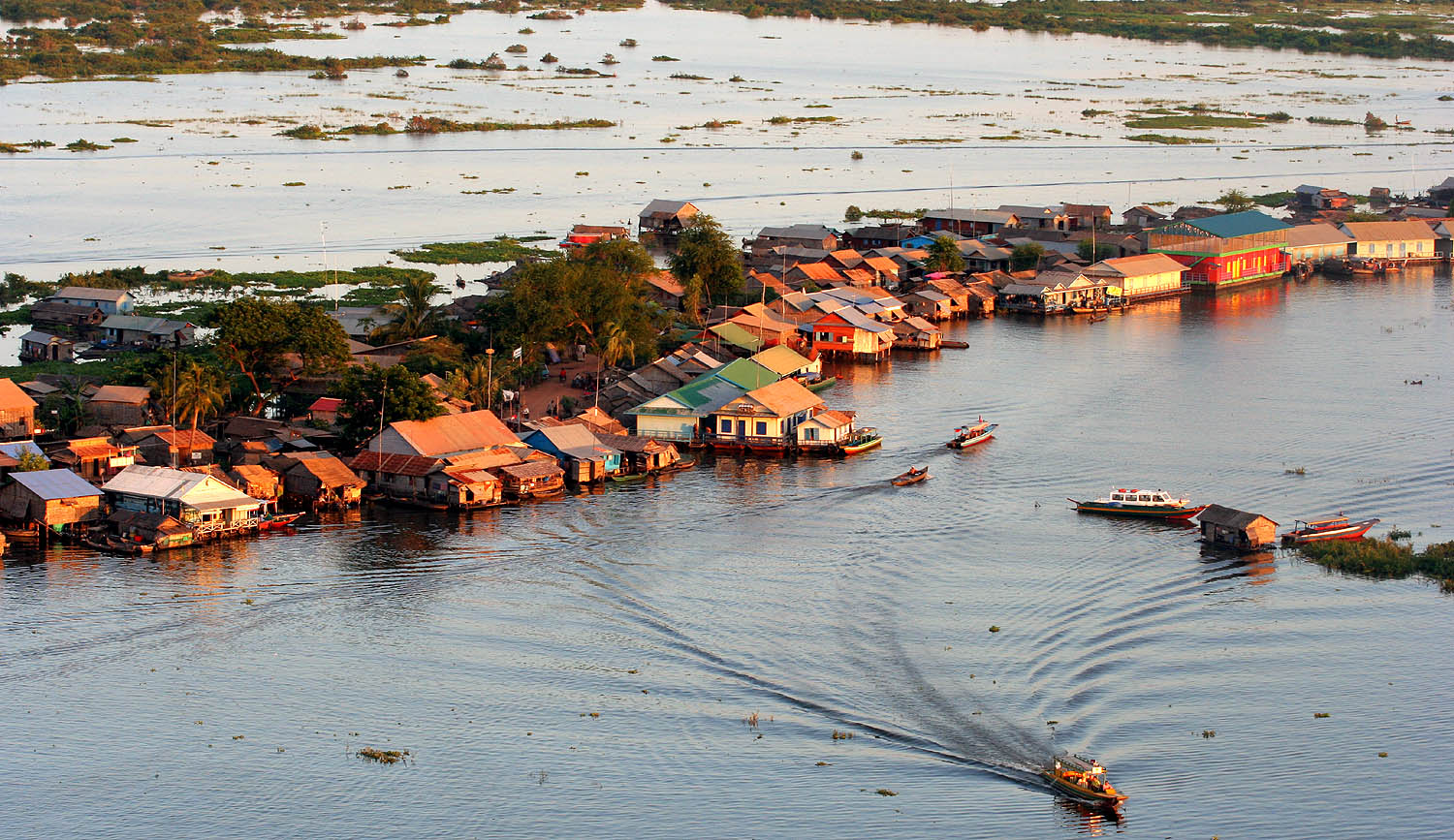
Comunidade ribeirinha no Lago Tonle Sap.

Em 2001, a Reserva da Biosfera de Tonle Sap (TSBR), no Camboja foi criada por decreto real para cumprir três funções essenciais. Estas são os seguintes:
a) uma função de conservação para contribuir com a conservação da diversidade biológica, paisagens e ecossistemas, incluindo os recursos genéticos, planta, espécie da pesca e animais e para a restauração do caráter essencial do meio ambiente e habitat da biodiversidade;
b) uma função de desenvolvimento para promover o desenvolvimento sustentável da ecologia, meio ambiente, economia, sociedade e cultura;
c) uma função logística para fornecer suporte para projetos de demonstração, educação ambiental e formação, investigação e monitoramento de ambiente relacionados com as questões locais, nacionais e globais de conservação e desenvolvimento sustentável.
A Reserva da Biosfera foi dividida em três áreas fundamentais para a proteção. Estas são: Prek Toal, na província de Battambang, Boeng Tonle Chhmar, na província de Kampong Thom e Stoeng Sen, também em Kompong Thom. Boeng Tonle Chhmar foi seleccionada como local de Convenção de Ramsar, que designa as zonas úmidas de importância internacional. As principais áreas funcionam semelhante a áreas do parque nacional e cobrem 42.300 hectares, incluindo o Grande Lago.
Algumas pessoas ainda vivem nessas áreas e são autorizadas a pescar nelas acordo com a lei da pesca no Camboja. A pesca ilegal e caça ilegal são os principais problemas que ameaçam a população de peixes. Corte da floresta inundada para dar espaço para a agricultura também é um problema sério. Muitas das pessoas que vivem ao redor do lago são extremamente pobres e dependem dele para sua subsistência. É um desafio para o desenvolvimento sustentável e conservação.